# Stu Briese
Stuart Gordon Briese, dit Stu Briese, est un homme politique canadien né le 6 mai 1946 dans le Manitoba et mort le 12 mars 2019.

## Biographie
Stu Briese est élu à l'Assemblée législative du Manitoba lors de l'élection provinciale de 2011. Il représente la circonscription d'Agassiz en tant qu'un membre du Parti progressiste-conservateur du Manitoba.